# プラート・セージア
プラート・セージア（伊: Prato Sesia）は、イタリア共和国ピエモンテ州ノヴァーラ県にある、人口約1,900人の基礎自治体（コムーネ）。

## 地理

### 位置・広がり
| 隣接するコムーネは以下の通り。括弧内のVCはヴェルチェッリ県所属を示す。 - ボーカ - カヴァッリーリオ - グリニャスコ - ロマニャーノ・セージア - セッラヴァッレ・セージア (VC) |

## 行政

### 分離集落
プラート・セージアには、以下の分離集落（フラツィオーネ）がある。
- Baragiotta, Ca' Bianca, Ca' di Spagna